# Gilbert Ames Bliss

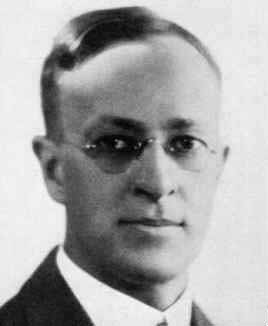
Gilbert Ames Bliss

Gilbert Ames Bliss (* 9. Mai 1876 in Chicago; † 8. Mai 1951 in Harvey, Illinois) war ein US-amerikanischer Mathematiker, der vor allem über Variationsrechnung arbeitete.

## Leben und Wirken
Bliss studierte ab 1893 Astronomie und Mathematik an der (zwei Jahre davor gegründeten) University of Chicago, wobei er sein Studium selbst finanzieren musste (die Familie gelangte erst später zu Wohlstand, als sein Vater Direktor der Chicagoer Elektrizitätsgesellschaft wurde), z. B. indem er in einem Mandolinen-Quartett spielte. 1897 machte er seinen Bachelor-Abschluss, wandte sich aber erst 1898, beeinflusst durch die Lektüre der Vorlesungen von Karl Weierstraß über Variationsrechnung von 1879, der Mathematik zu. 1900 promovierte er bei Oskar Bolza (Geodesic lines on the anchor ring, Annals of Mathematics 1902), der ebenfalls Spezialist für Variationsrechnung und Verfasser eines bekannten Lehrbuchs darüber war. Danach war er Instructor an der University of Minnesota. 1902/03 besuchte er die Universität Göttingen, wo er unter anderem bei Felix Klein, Hermann Minkowski, David Hilbert studierte, Ernst Zermelo, Constantin Caratheodory und Erhard Schmidt traf. Danach war er an der Universität Chicago, der University of Missouri und ab 1905 an der Princeton University, wo damals auch Luther Pfahler Eisenhart, Oswald Veblen und Robert Lee Moore waren. 1908 wurde er der Nachfolger von Heinrich Maschke als Professor in Chicago, wo er bis zu seiner Emeritierung 1941 blieb und ab 1927 Vorsitzender der mathematischen Fakultät war (als Nachfolger von Eliakim Hastings Moore).
Sein 1946 erschienenes klassisches Lehrbuch der Variationsrechnung fasst die älteren Entwicklungen bereichert um eigene Ergebnisse zusammen, als das Gebiet schon durch Marston Morse und andere eine wesentliche Neuausrichtung erfuhr. Während des Ersten Weltkrieges arbeitete er mit Veblen als Ballistiker auf dem Aberdeen Proving Ground der US-Armee und wandte dort Methoden der Variationsrechnung an, veröffentlicht in einem Buch 1944.
Er war zweimal verheiratet (seine erste Frau starb in der Grippeepidemie nach dem Ersten Weltkrieg) und hatte zwei Kinder aus erster Ehe.
1916 wurde er Mitglied der National Academy of Sciences, 1926 der American Philosophical Society und 1935 der American Academy of Arts and Sciences. 1911 war er Vizepräsident und 1921/22 Präsident der American Mathematical Society, deren Colloquium Lecturer er 1909 war. 1925 erhielt er den ersten Chauvenet-Preis.

## Schriften
- Algebraic Functions. 1933.
- Mathematics of Exterior Ballistics. 1944.
- Lectures on the calculus of variations. 1946.